# Cèl·lula fotoreceptora
|  | No s'ha de confondre amb Fotodetector. |

Absorcions normalitzades dels fotoreceptors humans per a diferents longituds d'ona

Una cèl·lula fotoreceptora (o fotoreceptor) és qualsevol cèl·lula o mecanisme que, gràcies al procés de fototransducció, pot rebre energia lluminosa. A la naturalesa, els fotoreceptors són cèl·lules fotosensibles, tant en animals com en vegetals, que permeten captar llum. Les cèl·lules fotoreceptores del sistema visual dels vertebrats són diferents als sistemes visuals d'altres animals com els insectes o els mol·luscs.
Els fotoreceptors permeten rebre els estímuls provinents de la intensitat de llum, és a dir, la intensitat lumínica. Gràcies a això tenim una ràpida reacció a les neurones motores.

## Sistema visual humà

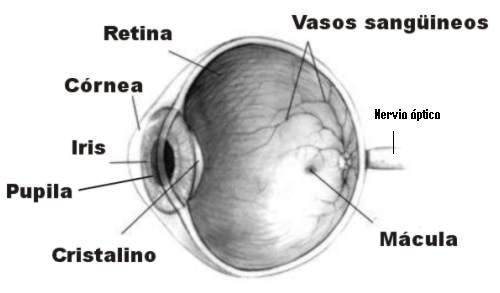
Parts de l'ull.

En aquest cas, un fotoreceptor en el sistema visual humà. Un fotoreceptor en el sistema visual humà és tota cèl·lula o mecanisme que gràcies al procés de fototransducció permeten captar llum. En la naturalesa existeixen diverses classes de cèl·lules fotosensibles, tant en animals com en vegetals, però en aquest article ens centrarem en les cèl·lules fotoreceptores del sistema visual dels vertebrats (que és diferent dels sistemes visuals d'altres animals com els insectes o els mol·luscs), i en especial el sistema visual humà. En el sistema visual humà els fotoreceptors es localitzen en la retina de l'ull. Primer de tot, hem de conèixer correctament les parts en les que es divideix el nostre sistema visual (SVH):
1. Còrnia: és la membrana que dona forma a l'ull.
2. Humor vitri: és un líquid gelatinós i transparent que hi ha a l'ull, i omple l'espai comprès entre la retina i el cristal·lí.
3. Pupil·la: centre de l'iris.
4. Cristal·lí: Enfoca les imatges de la retina.
5. Retina: Converteix les imatges en senyals neurològics.

## Tipus de fotoreceptors

Estructura dels cons i bastons

N'hi ha de dos tipus, els cons i els bastons:
Característiques dels cons:
- Proporcionen informació de color.
- Tres tipus de cons (RGB).
- Aporten la versió espacial, és a dir, cada con té una connexió directa al cervell.
- Només són sensibles amb alts nivells d'il·luminació (fenomen conegut com a visió fotòpica).
- Amb baixa il·luminació els cons no distingeixen els colors.
- Hi ha aproximadament 6 milions de cons distribuïts per a la retina.

Característiques dels bastons:
- Proporcionen informació sobre la brillantor.
- Aporten la visió a nivells baixos d'il·luminació (visió escotòpica)
- No aporten informació espacial.
- Diversos bastons comparteixen la mateixa fibra en el nervi òptic. Aquest fenomen s'anomena "inhibició lateral"
- Aproximadament hi ha 100 milions de bastons a la retina.

## Fenòmens visuals
Fenòmens relacionats amb la variació de la il·luminació:
1. Il·luminació baixa: hi ha un desplaçament de la corba de sensibilitat de brillantor. No s'aprecia el color.
2. Emmascarament visual espacial: reducció visual d'un estímul quan en el seu entorn hi ha grans canvis de luminància.
3. Emmascarament visual temporal: és una gran pèrdua de la resolució espacial quan hi ha canvis en l'escena.

## Adaptacióvisual
Els cons i els bastons estan constantment sensibilitzats a la luminància mitjana del camp visual però tot i així necessiten cert temps per adaptar-se a unes condicions lumíniques noves quan aquestes són molt diferents de les que hi havia anteriorment. Quan passem d'una zona il·luminada a una a les fosques necessitarem uns 30 minuts i quan és el cas contrari necessitarem més de 30 segons.
Quan entrem a un cinema, on les llums estan apagades, el més probable és que no veiem gairebé res, ja que en aquell moment els cons seran pràcticament insensibles a la llum. En el transcurs dels 10 primers minuts començarem a ser capaços de veure les coses situades immediatament al nostre voltant perquè els cons lentament s'aniran fent sensibles a la llum. Els bastons encara necessitaran 20 minuts més per a acabar-se de sensibilitzar. A partir dels 30 minuts s'arribarà al màxim de sensibilització. Tot i així, allò que veiem serà en colors blancs grisos i negres, ja que en condicions de llum tan tènue no es poden estimular els cons per a que captin colors.
Cal mencionar que l'adaptació sensorial de la visió mai és total (de ser-ho arribaria el moment en què no veuríem res en absolut). És gràcies als moviments sacàdics (moviments involuntaris dels ulls) que la llum mai es fixa en el mateix punt de la retina, evitant la insensibilització dels receptors visuals.